# Лунс, Йозеф
Йозеф Антуан Мари Хьюберт Лунс (нидерл. Joseph Antoine Marie Hubert Luns; 28 августа 1911, Роттердам, Нидерланды — 17 июля 2002, Брюссель, Бельгия) — нидерландский дипломат и политический деятель. Министр иностранных дел Нидерландов (1956—1971). Дольше всех был Генеральным секретарем НАТО (1971—1984) (13 лет).

## Биография
Йозеф Антуан Мари Хюберт Лунс родился 28 августа 1911 года в Роттердаме в семье художника и преподавателя Хьюберта Лунса (1881—1942). Семья матери Йозефа Лунса происходила из Эльзас-Лотарингии, которую покинула после оккупации региона Германской империей. У Йозефа был старший брат Теодор (Тео; 1910—1993). Отец-католик привил сыну консервативные взгляды и интерес к политике и дипломатии.
Йозеф Лунс получил среднее образование в Амстердаме и Брюсселе. После получения среднего образования принял решение служить на военном флоте, но так и не стал военным моряком. В 1932—1937 годах изучал право в Амстердамском и Лейденском университетах. В 1938 году получил степень бакалавра экономики в Лондонской школе экономики.

### Начало политической и дипломатической карьеры. Деятельность во время Второй мировой войны
Лунс заинтересовался политикой во многом под влиянием отца. Считал, что фашизм и нацизм сформировались во многом от страха населения Европы перед коммунизмом. В 1933—1936 годах состоял в Национал-социалистическом движении Нидерландов, о чём впоследствии никогда не жалел публично.
В 1938 году начал дипломатическую карьеру. В 1940 году стал атташе в Берне. В конце 1941 года уехал в Лиссабон. Занимался шпионажем и контрразведкой в пользу нидерландского сопротивления и оказанием помощи нидерландским беженцам. С 1943 года работал на находившееся в Лондоне нидерландское правительство в изгнании.
В 1944—1949 годах — секретарь посольства Нидерландов в Лондоне.

### Послевоенная карьера
В 1949—1952 годах — представитель Нидерландов в ООН. При временном нахождении Нидерландов в Совете Безопасности ООН возглавлял комиссию по разоружению. Работая в этой комиссии, весьма неоднозначно относился к ООН как к миротворческой организации. Также он наблюдал процесс разрушения Нидерландской колониальной империи.
В 1952—1956 годах — второй министр иностранных дел совместно с Яном Бейеном. Был ответственным за двусторонние проблемы, взаимоотношения со странами Бенилюкса и ООН. Безуспешно пытался улучшить отношения с Индонезией, не передавая ей при этом Западную Новую Гвинею. Выступал за тесное сотрудничество стран Западной Европы с США в рамках НАТО.
В 1956—1971 годах — министр иностранных дел Нидерландов. На этом посту не соглашался передавать Индонезии Западную Новую Гвинею до тех, пор пока на этом не настояла администрация президента США Джона Кеннеди. Был одним из инициаторов заключения Римского договора, противостоял попыткам Франции и Германии заключить политический союз, поскольку это, с его точки зрения, чрезмерно усилило бы позиции обеих стран в ещё не укрепившимся ЕЭС.
В 1971—1984 годах — генеральный секретарь НАТО. На момент период пришлись трудные переговоры с ФРГ о размещении ракет «Першинг-2», в итоге вылившиеся в начало процесса установки этих ракет (1983) и вступление в НАТО Испании (1982). В 1974 году Лунс пытался урегулировать конфликт между Грецией и Турцией вокруг Кипра, но безуспешно.
После ухода с поста генерального секретаря НАТО отошёл от участия в политике и уехал с супругой в Бельгию.
Скончался 17 июля 2002 года в Брюсселе.

## Семья
Йозеф Лунс был женат на баронессе Лие ван Хемстре (? — 1990). От этого брака родились дочь Корнелия (род. 1943) и сын Хьюберт (род. 1946).

## Личная жизнь
С 1964 по 1984 год Йозеф Лунс посещал каждую ежегодную конференцию Бильдебергского клуба.

## Факты
- Йозеф Лунс — самый долгий по пребыванию в должности генеральный секретарь НАТО.
- На вопрос одного журналиста о количестве работающих в НАТО людей Лунс ответил: «Пятьдесят процентов!».

## Награды
Нидерландские
- Кавалер Большого креста Ордена Оранских-Нассау (5 декабря 1966).
- Кавалер Большого креста Ордена Нидерландского Льва (17 июля 1971).

Иностранные
- Большой крест Ордена Розы (Бразилия; 10 января 1953).
- Большой крест Ордена Святого Олафа (Норвегия; 25 апреля 1953).
- Кавалер Большого креста Ордена «За заслуги перед Итальянской республикой» (Италия; 15 сентября 1953).
- Большой крест Ордена Леопольда (Бельгия; 10 января 1954).
- Большой крест Ордена Георга I (Греция; 14 февраля 1954).
- Рыцарь Большого креста Ордена Менелика II (Эфиопия; 1 июля 1954).
- Большой крест Ордена Почётного легиона (Франция; 12 августа 1954).
- Большой крест Ордена Дубовой Короны (Люксембург; 30 мая 1955).
- Большой крест Ордена Белого Слона (Таиланд; 5 сентября 1955).
- Командор Большого креста Ордена Полярной Звезды (Швеция; 30 сентября 1955).
- Большой крест Ордена «За заслуги перед Федеративной Республикой Германия» (ФРГ; 10 декабря 1956).
- Почётный кавалер Ордена Кавалеров Чести (Великобритания; 14 июня 1971).
- Президентская медаль Свободы (США; 10 июня 1984).

Премии
- Международная премия имени Карла Великого (1967).